# 트랜스폰더 (항공)

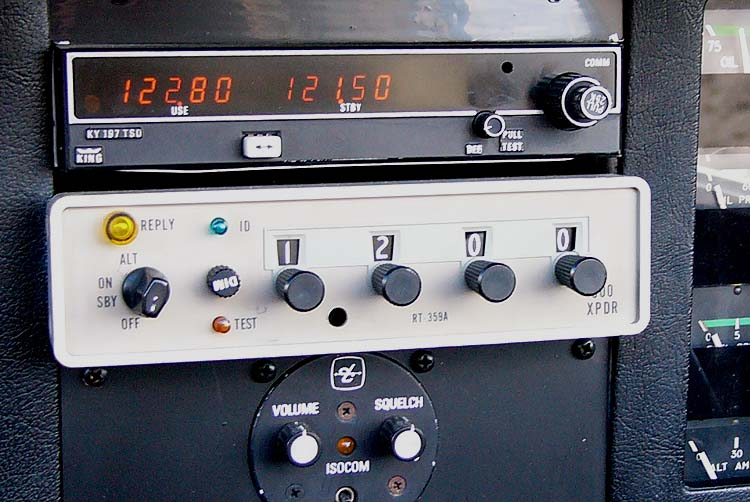
세스나 ARC RT-359A에 달린 트랜스폰더 (가운데 베이지색 기기)

트랜스폰더는 라디오 주파수를 통해 상호 문의를 통하도록 제공하는 전기장치로서 항공기에서 상대 비행 물체를 식별하여 공중 충돌을 방지하는 시스템의 일부이다.

## 모드
다음과 같이 트랜스폰더(transponder) 모드가 존재한다.
모드 1: 2디지트, 5비트 임무 코드를 제공한다. (군전용, 조종석에서 선택)
모드 2: 4디지트, 8진법으로 제공한다. (군전용, 특정 항공기 타입에 따라서 지상 또는 조종석에서 선택)
모드 3/A: 4디지트, 8진법 식별코드를 ATC(군 및 민간)에서 정한 항공기(일명 Squawk Code)에게 제공한다.
모드 4: 3펄스로 암호화 코드를 제공한다. (군전용)
모드 5: Mode S와 유사한 암호화 능력을 제공하며, ADS-B와 GPS 위치를 전송을 포함한다.(군전용)
모드 C: Mode 3/C로 알려진 것으로 항공기 압력 고도를 위해 10비트 Gray Code를 제공한다. (군 및 민간 사용)
모드 S: 원래 데이터 패킷 업링크(1030Mhz)와 다운링크(1090Mhz) 포맷을 표준화한 것을 말하며, 선택적인 문의(각 항공기는 고정된 24비트 주소로 설정)에 응답하기 위한 트랜스폰더(transponder) 레이다 설계에 사용된다. 또한 다운링크 데이터 포맷은 독립적으로 위치나 속도 같은 정보를 사용할 수 있다.(군 및 민간 사용)

### 모드 S
이 모드는 교통 관제를 도와주기 위해 설계된 것으로 복잡한 지역에서 자동적으로 충돌을 방지하기 위해서이다. 모드 S는 모드 A/C와 
호환성이 있다.
모드 S는 많은 국가에서 채택하도록 하고 있다. 몇 개 국가에서는 관제 지역이 아니더라도 반드시 장착하도록 하고 있다. 그러나 일반 항공기에서는 이런 움직임을 좋지 않은 것으로 받아들인다. 왜냐하면 가격, 크기, 비관제 지역에서 사용자 불필요성 그리고 열기구, 글라이더와 같이 전기적 전원이 없는 것에는 장착이 불가능하기 때문이다. 
모드 S 트랜스폰더는 부가적인 정보를 보낼 수 있는데 항공기 고유 식별자를 포함한다. 모드 S TIS(Traffic Information Service)는 레이다가 교통 정보를 보낼 수 있는데 디지털 맵위에 전시하도록 한다. 모드 S TIS는 유일하게 가능하도록 하는 때는 항공기에 탑재된 레이다가 측정 가능한 범위 안에 있는 경우이다. 가민 G1000(Garmin G1000) 글래스 칵핏이 모드 S TIS를 지원하는 항공전자 수트(Avionics Suit)가 그 예이다.

### ICAO 규정
ICAO에 따르면 민간 항공기는 Mode A, C와 S를 사용하도록 되어 있다. 모드 A는 기본적으로 4 디지트 코드로 ATC에 의해서 0에서 7사이로 설정하고, 조종사에 의해 선택하여 식별이 가능하도록 되어있다. 모드 C는 압력 고도를 전송하고, 자동적으로 항공기 고도를 읽는다. 모드 S는 문의 동작에 의해 시작되고, 문의 신호가 요구한 특정한 정보를 제공할 수 있다. 모드 A와 C의 경우는 문의 신호를 받는 모든 항공기는 응답을 할 것이지만, 모드 S는 개별적인 주소로 응답이 가능하다. 현대 ATC 시스템에서 레이다 스크린 상에 데이터가 항공기 위치와 관련된 택 또는 라벨 형태의 알파벳 문자가 등장한다. 